# Vourey
Vourey är en kommun i departementet Isère i regionen Auvergne-Rhône-Alpes i sydöstra Frankrike. Kommunen ligger i kantonen Rives som tillhör arrondissementet Grenoble. År 2022 hade Vourey 1 694 invånare.

## Befolkningsutveckling
Antalet invånare i kommunen Vourey
Referens:INSEE